# Каллен, Джеймс
Джеймс Ка́ллен (англ. James Cullen, 1936—2013) — британский ботаник — флорист и систематик.

## Биография
Учился в Ливерпульском университете, закончил его с отличием, в дипломной работе рассматривал систематику рода Мак. В качестве диссертации он защитил монографию рода Язвенник.
С 1961 года Каллен работал в Эдинбургском ботаническом саду вместе с Питером Хэдлендом Дейвисом над монографией «Флоры Турции».
В 1968 году был назначен исполнительным директором Несских ботанических садов при Ливерпульском университете, став таким образом его научным сотрудником. С 1972 года он вновь базировался в Эдинбурге, став ассистентом хранителя Эдинбургского ботанического сада.
Каллен разработал систему классификации рода Рододендрон, первая её часть была опубликована в 1980 году.
В 1976 году Джеймс Каллен и Макс Уолтерс, директор Кембриджского ботанического сада, начали составление объёмной монографии садовых растений Европы. В написании шеститомной работы с описаниями 16 тысяч видов, законченной в 2000 году, приняли участие 175 авторов.
С 1989 года Каллен работал в Ботаническом саду Кембриджского университета. В 2001 году Королевское садоводческое общество присудило Джеймсу Каллену Памятную медаль Вейча за вклад в систематику растений, в особенности рода Рододендрон.
Скончался 11 мая 2013 года.

## Некоторые научные работы
- Cullen, J. The Orchid Book. — New York, Cambridge, 1992. — 529 p. — ISBN 0-521-41856-9.
- Cullen, J. Handbook of North European Garden Plants. — Cambridge, 2001. — 640 p. — ISBN 0-521-65183-2.
- Cullen, J. Hardy Rhododendron Species. — Portland, 2005. — 496 p. — ISBN 0-88192-723-6.